# Bellevalia multicolor
Bellevalia multicolor är en sparrisväxtart som beskrevs av Per Erland Berg Wendelbo. Bellevalia multicolor ingår i släktet Bellevalia och familjen sparrisväxter. Inga underarter finns listade i Catalogue of Life.